# الكوم (الخليل)
قرية الكوم (رسمياً: تجمع قروي الكوم-المورق-بيت مقدوم-حمصة) هي إحدى قرى منطقة دورا في محافظة الخليل جنوب الضفة الغربية تبعد عن مدينة دورا 6كم وعن مدينة الخليل 13كم غرباً، تم تشكيل مجلس الحكم المحلي عام 1996 بعضوية 6 افراد يجمع بين قرى الكوم والمورق وبيت مقدوم وحمصة واشتهر اسم التجمع باسم «الكوم» لأنها القرية الأكبر من حيث عدد السكان في التجمع. تمتد حدود التجمع من الخط الأخضر (الأراضي المحتلة عام 1948) غرباً إلى مدينة دورا شرقاً ومن قرية السيميا جنوباً إلى بلدة إذنا شمالاً، أما بيت مقدوم فهي خربة أثرية تحتوي على (صهاريج، جدران، مغائر، أسس). وكانت تقوم بلدة «Maceda ماسدا» على هذه الخربة في العهد الروماني.

## التسمية
أما بالنسبة لاسم القرية، فتنقل الروايات التاريخية بأنها مشتقة من كلمة «الكوم» التي تعني تراكم الشواهد التاريخية والعصور المتعاقبة على ذات الموقع.

## السكان
وصل عدد سكان التجمع إلى 3,476 نسمة في عام 2017 حسب الجهاز المركزي للإحصاء الفلسطيني.
| القرية    | التعداد السكاني |
| --------- | --------------- |
| الكوم     | 1464            |
| بيت مقدوم | 1109            |
| المورق    | 839             |
| حمصة      | 64              |

## قطاع التعليم
بلغت نسبة الأمية لدى سكان قرية الكوم، المورق، بيت مقدوم، حمصة للعام 2007، حوالي 6.6% ، وقد شكلت نسبة الإناث
77.3% منها، وهذه تعتبر نسبة عالية مقارنة بنسبة الذكور. ومن مجموع السكان المتعلمين.
| الجنس   | أمي | يستطيع القراءة والكتابة | ابتدائي | إعدادي | ثانوي | دبلوم متوسط | بكالوريوس | دبلوم عالي | ماجستير | دكتوراة | المجموع |
| ------- | --- | ----------------------- | ------- | ------ | ----- | ----------- | --------- | ---------- | ------- | ------- | ------- |
| ذكور    | 27  | 106                     | 221     | 298    | 151   | 30          | 50        | 2          | 1       | 1       | 887     |
| إناث    | 92  | 138                     | 256     | 238    | 157   | 10          | 36        | -          | -       | -       | 927     |
| المجموع | 119 | 244                     | 477     | 536    | 308   | 40          | 86        | 2          | 1       | 1       | 1,814   |

## آثارها التاريخية
تعود آثارالقرية لعصور قديمة، حيث امتهن السكان في فترة ماضية التنقيب عن الآثار وبيعها للحصول على الأموال. وتوجد بالقرية تلة أثرية قديمة تعود للعصر الروماني، بالإضافة إلى سور قديم يحيط بها، وما تزال بقايا متناثرة منه شاهدة على التاريخ القديم للقرية، نتيجة للبناء بدون ترخيص تم اقامة الكثير من البنايات على معالم وحفريات تاريخية حيث عمد السكان إلى طمرها تخوفا من سياسات الاحتلال وضع يده عليها، حسب التوراة قرية الكوم تعد من المدن الكنعانية القديمة، وتتميز بالقطع الأثرية والفخارية المكتوب عليها، والتي تعرف عالميا باسم الكوم؛لانحسار هذه المنطقة بهذا النوع من الآثار، آثار هذه المنطقة عبارة عن مدافن ترجع للعصر البرونزي والعصر الحديدي ووجدت آثارها على أشكال مختلفة أبرزها جرار للزيت وأخرى للنبيذ مكتوب عليها حروف وكلمات تعود لعصور قديمة (تسمى بقطع «الاستراكون» -قطع الفخار المكتوب عليها-).